# Christian de La Malène
Christian Lunet de La Malène, né le 5 décembre 1920 à Nîmes (Gard) et mort le 26 septembre 2007 à Paris, est un homme politique français, figure de la droite parisienne.

## Biographie

### Jeunesse et études
Christian de La Malène naît en 1920. Son père est général de l'armée française. Il est élève au lycée de Grenoble et au lycée Saint-Louis, à Paris. Après s'être engagé dans l'armée à 18 ans, il obtient un doctorat à la faculté de droit de l'université de Paris et devient sociologue.

### Parcours professionnel
Secrétaire administratif du groupe RPF du Sénat en 1948, il rencontre Michel Debré et partage son combat contre la CED et la CEE. Il lutte contre la Quatrième République.
Il est élu député UNR puis UDR puis RPR du 14e arrondissement de Paris en 1958, réélu en 1967, 1968 et 1973. Il siège à l'Assemblée nationale jusqu'en 1977. Son mandat de parlementaire est alors interrompu par deux fois, lors de ses nominations au gouvernement, en 1961 comme secrétaire d'État à l'Information, et en 1968 comme ministre de la Recherche scientifique et des questions atomiques et spatiales.
En juin 1959, alors que des livres et des journaux font état de tortures pratiquées par l'armée française pendant la guerre d'Algérie, le député Christian de La Malène dépose, avec certains de ses collègues du groupe gaulliste UNR, un projet de loi punissant de travaux forcés « tous actes sciemment accomplis » (non plus seulement, comme dans l'ancien article 76, les entreprises concertées) « de nature à porter atteinte au moral, à l'unité, à la discipline, à la hiérarchie de l'armée, à faire douter de la légitimité de la cause qu'elle sert d'ordre du gouvernement », en particulier par voie de presse.
En décembre 1959, il demande au ministre des Armées :

« Quelles sont les mesures qu'il a prises contre les responsables de la campagne, soigneusement orchestrée par la presse antinationale du 3 décembre 1959, mettant en cause l'honneur de l'armée française à l'occasion de la soi-disant « affaire Audin ».
D'une manière plus générale combien de temps il continuera de tolérer que l'armée française, dont il devrait être le défenseur, soit ainsi quotidiennement et ignoblement insultée par des dévoyés, des traîtres en toute impunité à leur pays, alors que cette armée accomplit en Algérie, au prix du sang de nombre des siens, une œuvre de pacification dont la générosité est à la hauteur de ses plus hautes traditions. »

Christian de La Malène acquiert en 1966 le domaine de Baylet, d'une superficie d'environ 270 hectares, dont la majeure partie sera incluse dans le périmètre prévu pour l'extension du camp militaire du Larzac. Les paysans qui refusent l'extension sous-entendent là une volonté de spéculation. Publiquement, en 1973, ils labourent et ensemencent les terres. Cette action collective « doit être interprétée comme la volonté de mettre en valeur une terre laissée inculte », déclare le Comité des paysans,.
Il est annoncé comme candidat à la mairie de Paris en 1977 contre le giscardien Michel d'Ornano, avant que Jacques Chirac ne s'impose. Il devient ensuite premier adjoint au maire, chargé des finances.
Lors de l'élection législative de mars 1978, il est réélu au second tour devant Edwige Avice, avec seulement 59 voix d'avance. Mais son adversaire conteste la validité du résultat et le Conseil constitutionnel invalide l'élection le 24 juillet suivant. Lors de l'élection partielle de septembre-octobre 1978, la socialiste remporte le siège avec 54 % des suffrages exprimés.
Christian de La Malène est élu, quelques mois auparavant, le 25 septembre 1977, sénateur RPR puis UMP de Paris. Il siège jusqu'en septembre 2004, mais ne se représente pas pour un quatrième mandat.
Il est aussi membre du Parlement européen de 1959 à 1994 et préside le groupe gaulliste de cette Assemblée. Il appartient également à l'Assemblée parlementaire de l'OSCE.
Conseiller municipal à Paris de 1965 à 1977, il est rapporteur général du budget de la capitale. Il s'est beaucoup occupé de l'aménagement des Halles.

### Détail des fonctions ministérielles
- Secrétaire d'État auprès du Premier ministre, chargé de l'Information du gouvernement Michel Debré, du 24 août 1961 au 14 avril 1962
- Ministre chargé de la Recherche scientifique et des questions atomiques et spatiales du gouvernement Georges Pompidou (4), du 31 mai au 10 juillet 1968

### Engagements
Il est membre du comité d'honneur du Mouvement initiative et liberté.
En 1981, il soutient la candidature de Michel Debré à l'élection présidentielle.
Il s'oppose au traité de Maastricht et à l'euro. Il avait émis des réserves sur l'intervention de l'OTAN en Serbie en 1999.

## Distinctions
- Chevalier de la Légion d'honneur (31 décembre 2004)[7]
- Croix de guerre 1939–1945